# Comté de Clay (Illinois)
Pour les articles homonymes, voir Comté de Clay.
Le comté de Clay est un comté situé dans l'État de l'Illinois, aux États-Unis. En 2000, sa population est de 14 560 habitants. Son siège est Louisville.